# Thomas Benjamin Kennington
Thomas Benjamin Kennington (Grimsby, 7 aprile 1856 – Londra, 10 dicembre 1916) è stato un pittore britannico.

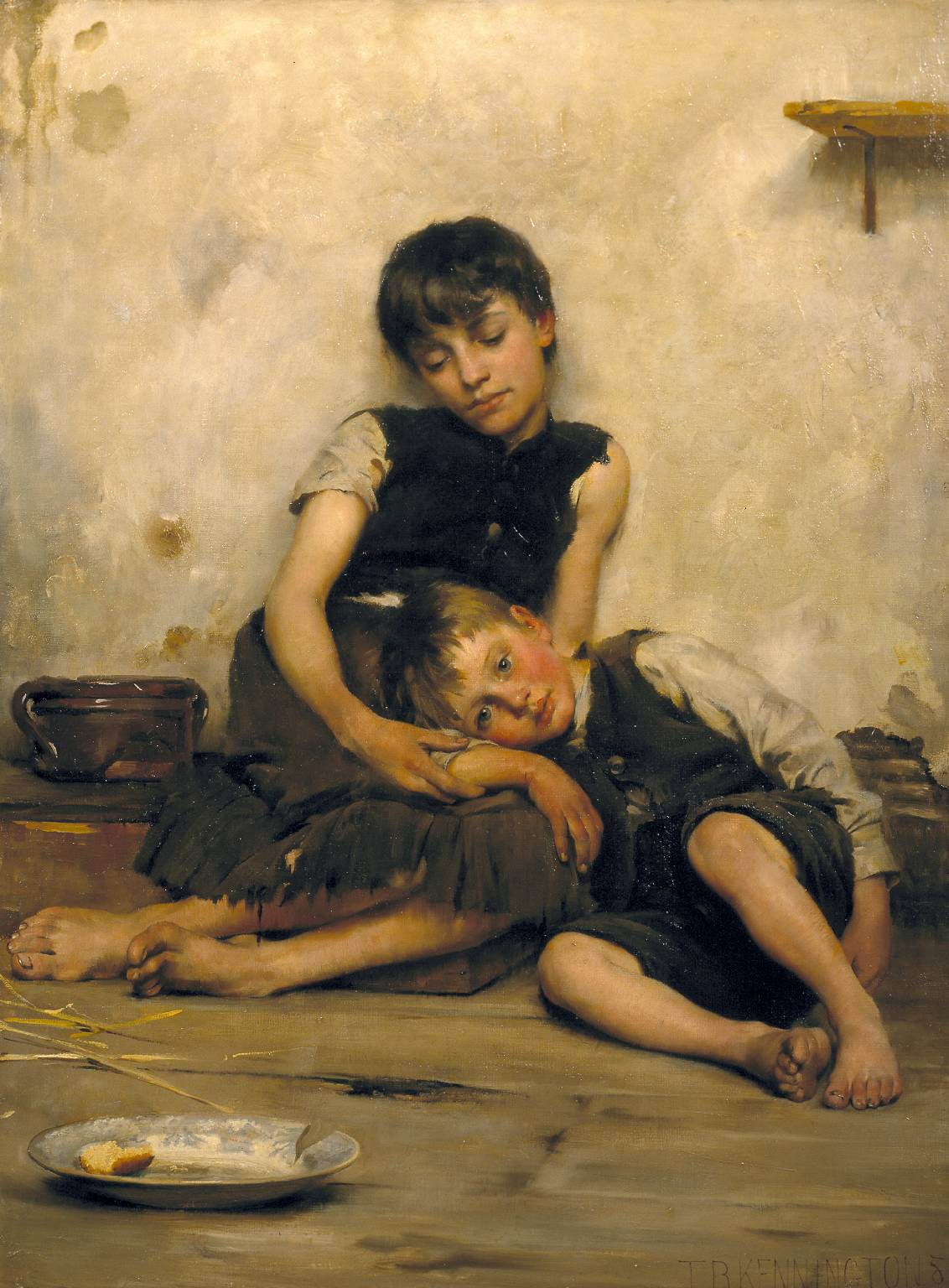
Orphans (1885)

Fu un ritrattista, un pittore di genere e di scene di realismo sociale. Fu tra i membri fondatori del New English Art Club (NEAC) e della Imperial Arts League.

## Biografia
Kennington nacque a Grimsby, nel Lincolnshire, e fece i suoi studi artistici alla scuola d'arte di Liverpool (dove vinse una medaglia d'oro), al Royal College of Art (RCA) di Londra e all'accademia Julian di Parigi, dove studiò presso Bouguereau e Robert-Fleury. In seguito si trasferì a Chelsea, a Londra.
Egli espose all'accademia reale di Londra dal 1880 al 1916, ed espose con regolarità le proprie opere alla società reale degli artisti britannici (Royal Society of British Artists, RBA) di Suffolk Street e alla galleria Gresvenor. Fu tra i fondatori, nonché il primo segretario (dal 1886), del New English Art Club, e fondò anche la Imperial Arts League, il cui scopo era "la protezione e la promozione degli interessi degli artisti e di informare, dare consigli e assistere..." Vinse una medaglia di bronzo all'esposizione universale del 1889.
Kennington divenne noto non solo per i suoi quadri idealizzati di scene di vita domestica e della vita quotidiana, ma anche per le sue opere di realismo sociale. Dei quadri come Orphans (1885, Tate, Londra), Widowed and fatherless (1885), Homeless (1890) e The pinch of poverty (1891) raffiguravano la dura realtà della vita dei poveri in Gran Bretagna in una maniera che faceva leva sulle emozioni dello spettatore. Si è ipotizzato che egli possa essere stato influenzato dal pittore spagnolo Murillo (1618-1682), le cui opere presentavano dei bimbi di strada. Egli dipinse sia a olio che ad acquerello.
Kennington si spense a Londra il 10 dicembre del 1916. Anche suo figlio Eric Kennington (1888–1960) era un artista, un illustratore e scultore.

## Galleria d'immagini

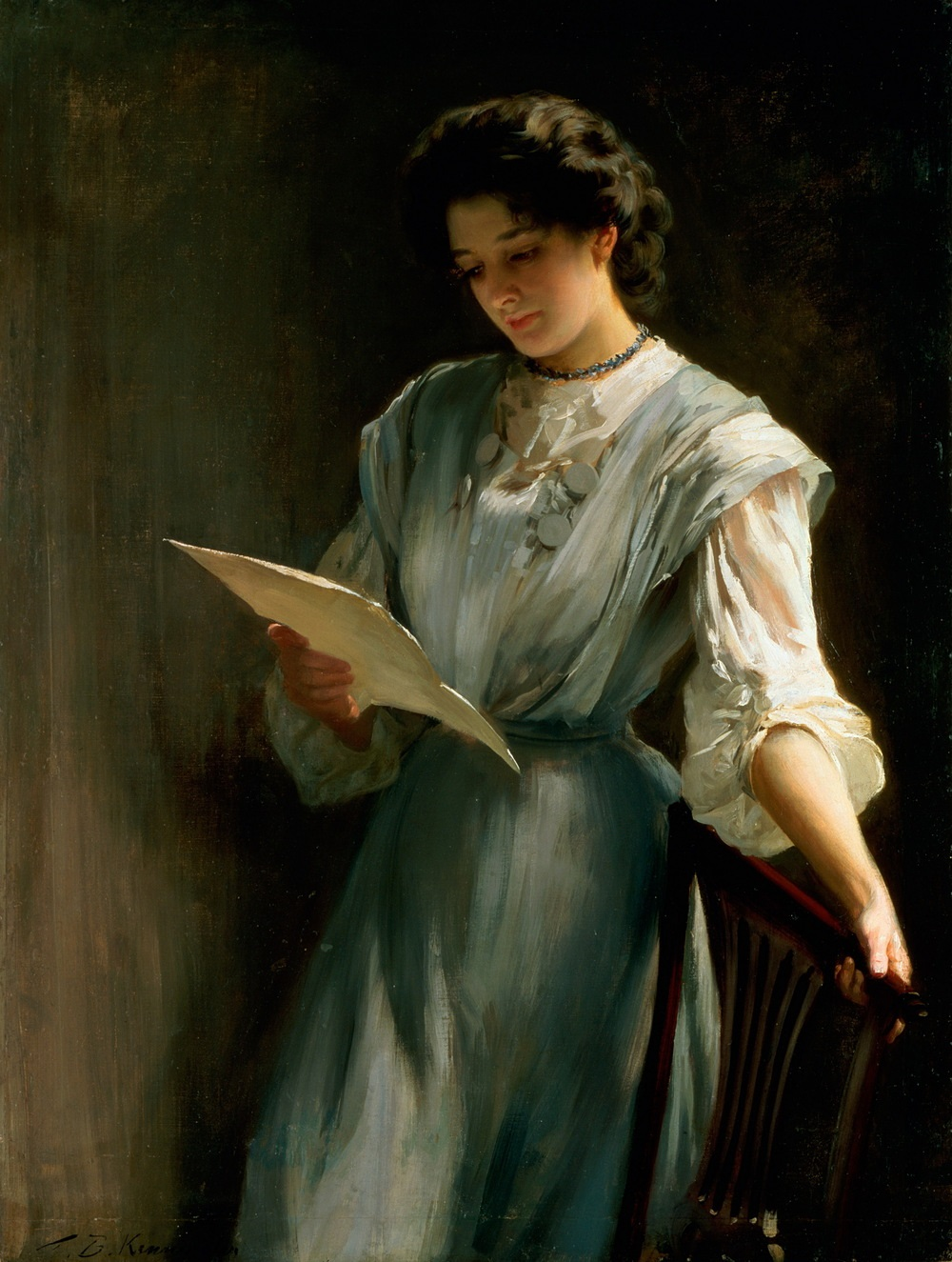
Reading the Letter (1885)
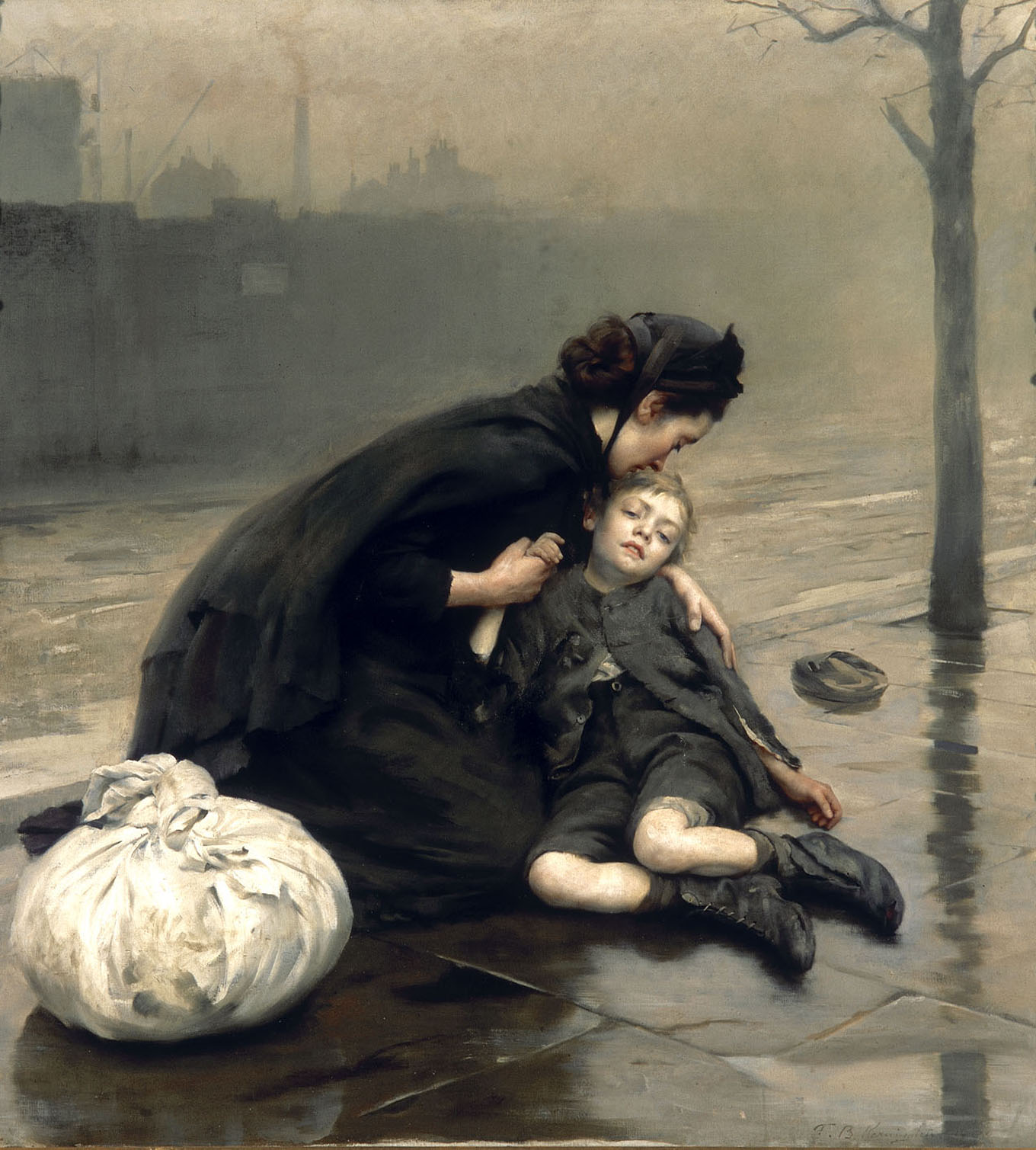
Homeless (1890)
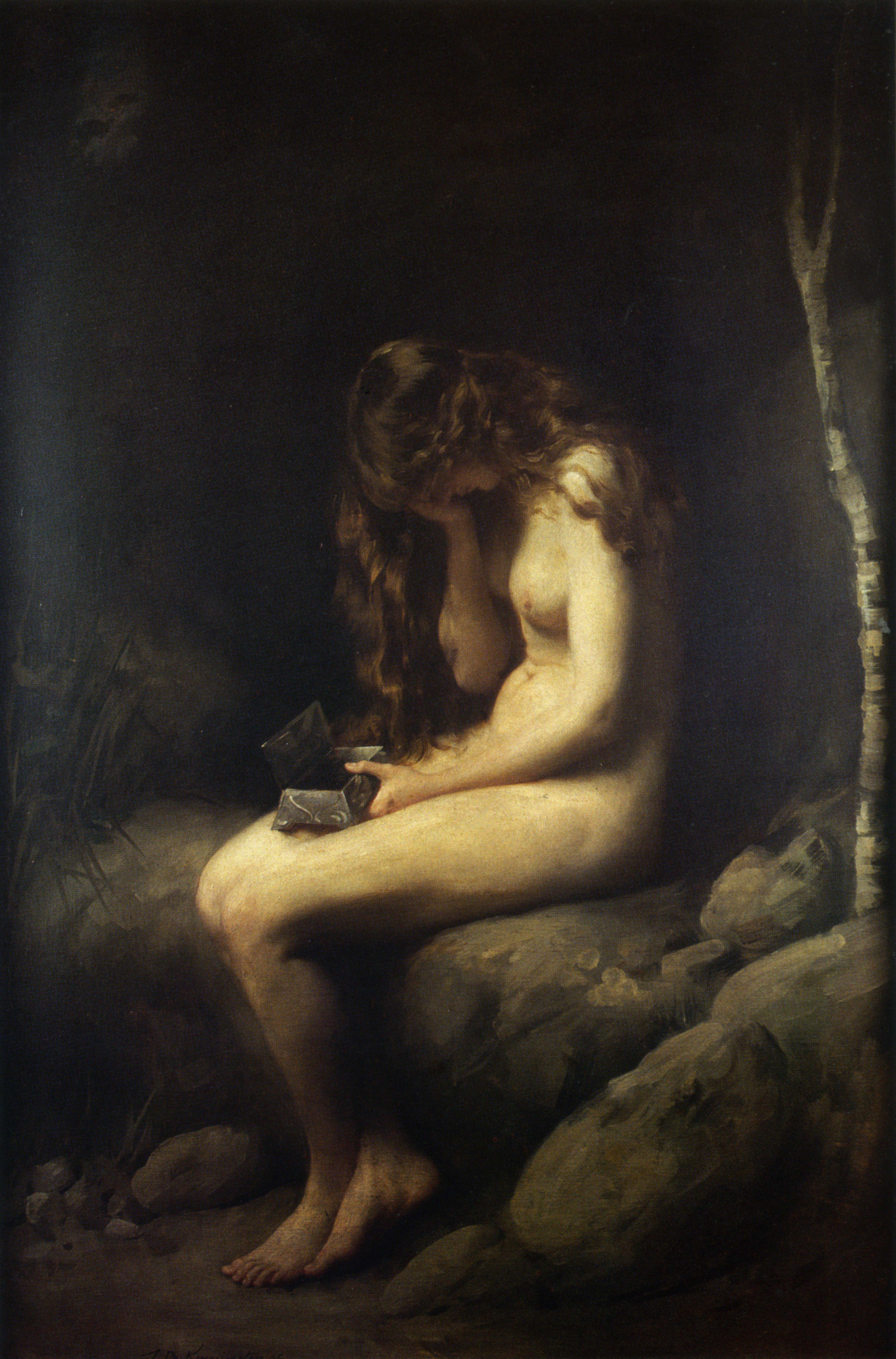
Pandora (1908)